# UFC Fight Night: Moreno vs. Albazi
UFC Fight Night: Moreno vs. Albazi（ユーエフシー・ファイトナイト：モレノ・バーサス・アルバジ、別名UFC Fight Night 246、UFC on ESPN+ 104）は、アメリカ合衆国の総合格闘技団体「UFC」の大会の一つ。2024年11月2日、カナダ・アルバータ州エドモントンのロジャーズ・プレイスで開催された。

## 大会概要
本大会はブランドン・モレノとアミル・アルバジのフライ級戦が組まれた。

## 試合結果

### プレリミナリーカード
第1試合 女子フライ級 5分3R
○  ジェイミー＝リン・ホース vs.  イバナ・ペトロビッチ ×
3R終了 判定2-1（30-27、28-29、29-28）
第2試合 女子バンタム級 5分3R
○  コーディ・ギブソン vs.  チャド・アンヘリガー ×
3R終了 判定3-0（30-27、30-27、30-26）
第3試合 バンタム級 5分3R
○  セルヒー・ジーディー vs.  ギャレット・アームフィールド ×
3R終了 判定2-1（28-29、29-28、29-28）
第4試合 ヘビー級 5分3R
○  アレクサンドル・ロマノフ vs.  ホドリゴ・ナシメント ×
3R終了 判定3-0（30-27、30-27、30-27）
第5試合 フェザー級 5分3R
○  ユーセフ・ザラル vs.  ジャック・ショア ×
2R 0:59 肩固め
第6試合 バンタム級 5分3R
○  シャルル・ジョーデイン vs.  ビクター・ヘンリー ×
2R 3:43 ギロチンチョーク
第7試合 バンタム級 5分3R
○  アイマン・ザハビ vs.  ペドロ・ムニョス ×
3R終了 判定3-0（30-27、29-28、29-28）

### メインカード
第8試合 ウェルター級 5分3R
○  マイク・マロット vs.  トレヴィン・ジャイルズ ×
3R終了 判定3-0（30-27、29-28、29-28）
第9試合 ミドル級 5分3R
○  ダスティン・シュトルツフス vs.  マルク＝アンドレ・バリオー ×
1R 4:28 KO（右ストレート）
第10試合 女子フライ級 5分3R
○  ジャスミン・ジャスダビシアス vs.  アリアネ・リプスキ ×
3R 2:28 ブラボーチョーク
第11試合 ライトヘビー級 5分3R
○  ブレンドソン・ヒベイロ vs.  カイオ・マジャド ×
3R終了 判定2-1（29-28、28-29、29-28）
第12試合 女子フライ級 5分5R
○  エリン・ブランチフィールド vs.  ローズ・ナマユナス ×
5R終了 判定3-0（48-47、48-47、48-47）
第13試合 フライ級 5分5R
○  ブランドン・モレノ vs.  アミル・アルバジ ×
5R終了 判定3-0（49-46、50-45、50-45）

### 各賞
ファイト・オブ・ザ・ナイト：該当無し
パフォーマンス・オブ・ザ・ナイト：ジャスミン・ジャスダビシアス、ダスティン・シュトルツフス、シャルル・ジョーデイン、ユーセフ・ザラル
各選手にはボーナスとして5万ドルが授与された。

### カード変更
負傷などによるカードの変更は以下の通り。